# 简文豪
简文豪（1952年7月—2016年4月11日），广东广州人，香港简氏世家，中华人民共和国政治人物。

## 生平
2004年2月，任广州市国土资源和房屋管理局局长、党委书记，兼市住房制度改革领导小组办公室、市住宅建设办公室临时党委书记、主任。2007年3月，任广州市建设委员会主任、市建设工委书记。2009年10月，广州市城乡建设委员会主任、市建设工委书记。2010年4月，政协第十一届广州市委员会副主席。2012年连任。2014年12月，退休。
2016年4月11日，在广州逝世，享年64岁。